# 塞舌尔微板块
塞舌尔微板块是一个微板块，位于印度洋西部的塞舌尔海域，由前寒武纪岩石构成。
位于印度洋中部塞舌尔群岛的花岗岩露头是阿尔弗雷德·魏格纳作为其大陆漂移学说的证据而引用的最早例子之一。是脊-羽相互作用将变薄的微陆块与另一个大洲（即印度）分离开。
塞舌尔微板块的花岗岩是在7.5亿年前的前寒武纪晚期植入的。 索马里洋盆的热诱导裂变和沿戴维断裂带的变形张裂始于2.25亿年前的乐平世。冈瓦纳大陆在约1.67亿年前的中侏罗世开始分裂。那时，东冈瓦纳大陆包含南极洲、马达加斯加、印度和澳洲，开始与非洲分离。距今1.15-1.2亿年前，东冈瓦纳大陆开始分裂，印度开始向北漂移。
随后，塞舌尔群岛又经历了两个阶段的张裂，分别将其与马达加斯加和印度隔开来。距今8400–9500万年前，塞舌尔/印度与马达加斯加分离。最初的转换张裂使得塞舌尔/印度板块向北移动。约8400万年前，洋壳开始在马斯克林深海高原中形成，导致塞舌尔/印度板块开始旋转。6600万年前，新的断裂将塞舌尔群岛和印度分开，形成了目前仍活跃的嘉士伯海岭。张裂事件发生的时间与德干暗色岩的最大活跃期相吻合，在塞舌尔高原上发现的火山也与这一事件有关。这导致人们认为留尼汪热点的启动，导致张裂移动到目前的位置。

### 资料
- Duncan, R. A.; Pyle, D. G.  (PDF). Nature. 1988, 333 (6176): 841–843. Bibcode:1988Natur.333..841D. S2CID 4351454. doi:10.1038/333841a0.
- Gaina, C.; Müller, R. D.; Brown, B. J.; Ishihara, T. . . Geological Society of America. 2003. ISBN 9780813723723. doi:10.1130/0-8137-2372-8.405.
- Miller, J. A.; Mudie, J. D. . Nature. 1961, 192 (4808): 1174–1175. Bibcode:1961Natur.192.1174M. S2CID 42032857. doi:10.1038/1921174a0.
- Müller, R. D.; Gaina, C.; Roest, W. R.; Hansen, D. L. . Geology. 2001, 29 (3): 203–206. Bibcode:2001Geo....29..203D. doi:10.1130/0091-7613(2001)029<0203:ARFMF>2.0.CO;2.
- Plummer, P. S.; Belle, E. R. . Sedimentary Geology. 1995, 96 (1): 73–91. Bibcode:1995SedG...96...73P. doi:10.1016/0037-0738(94)00127-G.
- Schlich, R. .  6. New York: Plenum. 1982: 51–147. ISBN 978-1-4615-8040-9. doi:10.1007/978-1-4615-8038-6_2.
- Tucker, R. D.; Ashwal, L. D.; Torsvik, T. H. . Earth and Planetary Science Letters. 2001, 187 (1): 27–38. Bibcode:2001E&PSL.187...27T. doi:10.1016/S0012-821X(01)00282-5.
- Wasserburg, G. J.; Craig, H.; Menard, H. W.; Engel, A. E. J.; Engel, C. J. . J. Geol. 1963, 71 (6): 785–789. Bibcode:1963JG.....71..785W. JSTOR 30062225. S2CID 128550824. doi:10.1086/626954.
- Wegener, A. . New York: Methuen. 1924. ISBN 978-0-486-61708-4.